# Васильев, Роман Гаврилович
Роман Гаврилович Васильев (род. 1913 в Якутской области — ум. 3 мая 1991) — советский и якутский политик, председатель Совета Министров Якутской АССР в 1953—1956 годы.

## Биография
- 1930—1937 гг. — председатель районного отделения пионерской организации, заместитель председателя Якутского областного отделения пионерской организации, руководитель сектора политического просвещения областного комитета комсомола в Якутске,
- 1938 г. — первый секретарь городского комитета комсомола в Якутске,
- 1939—1940 гг. — заведующий отделом партийной пропаганды редакции газеты «Кыым» (Искра)
- 1941—1943 гг. — первый секретарь Оймяконского районного комитета ВКП(б),
- 1943—1944 гг. — заведующий сектором отдела кадров Якутского обкома ВКП(б),
- 1944—1948 гг. секретарь Якутского горкома ВКП(б), третий секретарь Якутского горкома ВКП(б),
- 1948—1951 гг. — слушатель Высшей партийной школы при ЦК ВКП(б),
- 1951—03.1953 гг. — первый секретарь Якутского горкома ВКП(б)/КПСС,
- 03.1953—04.1956 гг. — председатель Совета Министров Якутской АССР.

- 1956-1958 гг — директор Мегино-Кангаласской МТС.
- 1958—1963 гг. — министр местной промышленности Якутской АССР.
- 1963—1965 гг. - председатель Заречного райисполкома.
- 1965—1974 гг. — председатель Мегино-Кангаласского райисполкома.

## Награды и звания
Награжден двумя орденами Трудового Красного Знамени и орденом Знак Почета.